# Frutiger Stones i Frutiger Symbols
El nom Frutiger comprèn una sèrie de famílies tipogràfiques, ideades pel tipògraf suís Adrian Frutiger. Encara que la primera Frutiger de la sèrie (1968) és una lletra de pal sec, més tard es va anar ampliant i actualment consta també d'una Frutiger Serif i models ornamentals de Frutiger, com la Frutiger Stones i Frutiger Symbols. Frutiger, doncs, es podria considerar un clan tipogràfic que reuneix famílies corresponents a diferents classes tipogràfiques però que tenen unes característiques comuns pel que fa a disseny i proporcions.

## Frutiger Stones (1998)[1]
(Linotype Originals)
Dissenyada per Adrian Frutiger el 1998. Amb aquesta lletra tipogràfica, el dissenyador explota la seva creativitat inspirant-se en les formes rodones de les pedres dels rius. És original i té un aire rupestre. Es podria incloure, per tant, dins d'una categoria de tipografies de fantasia.
Es presenta en versió positiva i negativa i es complementa amb la Frutiger Symbols.
Famílies tipogràfiques:
Frutiger Stones Regular
Frutiger Stones Positiv
Frutiger Stones Negativ

## Frutiger Symbols (1998)[1]
(Linotype Originals)
Dissenyada per Adrian Frutiger en 1998.
Formes simbòliques encaixades dins cercles arrodonits que complementen la Frutiger Stones. Representen éssers de la natura (animals i plantes), símbols religiosos i mitològics.
Famílies tipogràfiques:
Frutiger Symbols Regular
Frutiger Symbols Positiv
Frutiger Symbols Negativ